# Diecezja Tanjung Selor
Diecezja Tanjung Selor – rzymskokatolicka diecezja w Indonezji. Erygowana w 2002 roku. Jej terytorium zostało wydzielone z terenu diecezji Samarinda. Pierwszym biskupem został mianowany Yustinus Harjosusanto.